# Европейская народная партия
Европе́йская наро́дная па́ртия (ЕНП) — правоцентристская общеевропейская политическая партия, основанная в 1976 году. Крупнейшая и ведущая партия Европейского парламента.
ЕНП включает в себя христианско-демократические, либерально-консервативные партии стран Европы.
ЕНП — одна из крупнейших партий Европы, представленная во всех политических институтах Европейского союза, а также в Совете Европы. Партия включает в себя 49 коллективных членов, национальные партии из 27 стран. Имеется ассоциированное членство — 6 партий из 5 стран. Наблюдателями при партии являются 25 партий из 10 стран.
Согласно собственной странице в Интернете ЕНП это «объединение политического центра, чьи корни лежат в глубинах истории европейской цивилизации. Она объединяет национальные партии с близкой идеологией в государствах-членах и ассоциированных членах ЕС, а также поддерживает близкие контакты со странами — возможными кандидатами».
ЕНП включает в себя 16 глав правительств стран — членов Европейского союза и 6 глав правительств стран, не входящих в ЕС, также 13 членов Европейской комиссии (в том числе председателя Комиссии), председателя Европейского совета, председателя Европейского парламента и крупнейшую фракцию в Европейском парламенте, которая состоит из 265 членов. С 2022 года президентом EPP является Манфред Вебер.
Европейская народная партия имеет молодёжное отделение, Молодёжь Европейской народной партии (англ. YEPP). Европейские студенты-демократы (англ. EDS) — группа студенческих политических партий, ассоциированная с ЕНП.

## Политические позиции
На партийном конгрессе в Бухаресте в 2012 году ЕНП приняла свой политический манифест. Он, в частности, перечисляет следующие основные ценности ЕНП:
- Свобода как центральное право человека в сочетании с ответственностью
- Уважение к традициям и ассоциациям
- Солидарность в помощи нуждающимся, которые, в свою очередь, также должны приложить усилия для улучшения своего положения
- Обеспечение надежных государственных финансов
- Сохранение здоровой окружающей среды
- Субсидиарность
- Плюралистическая демократия и социальная рыночная экономика

Основными целями партии являются:
- Европейский политический союз
- Прямые выборы президента Европейской комиссии
- Завершение создания единого европейского рынка
- Развитие семьи, улучшение образования и здоровья населения
- Укрепление общей иммиграционной политики и политики предоставления убежища, а также интеграция иммигрантов
- Продолжение расширения ЕС, укрепление политики соседства и специальных рамок отношений для стран, которые не могут или не хотят вступать в ЕС
- Определение действующей общей энергетической политики ЕС
- Усиление роли европейских политических партий

## Структура

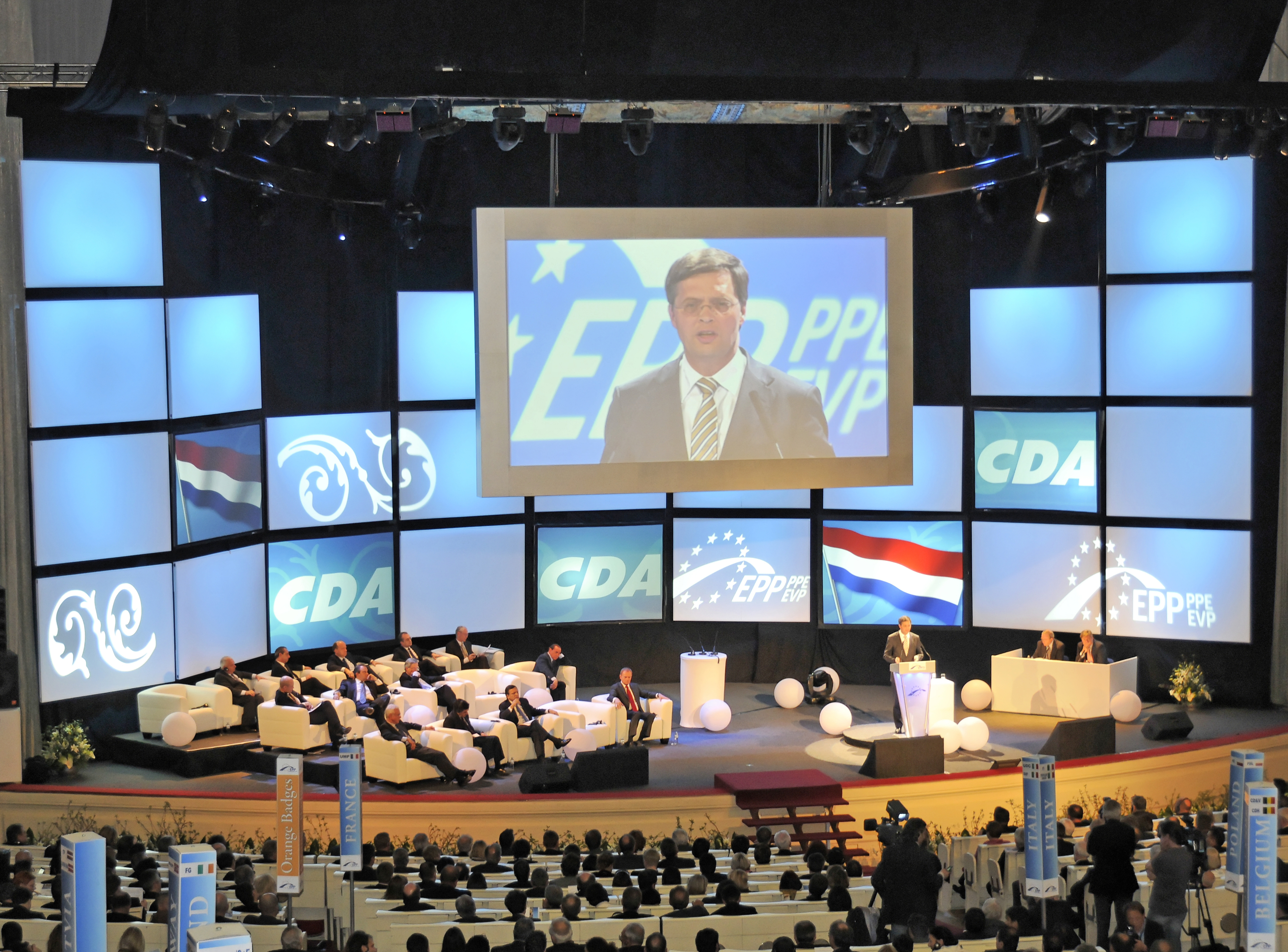
Съезд «Европейской народной партии» в Варшаве. 29 апреля 2009

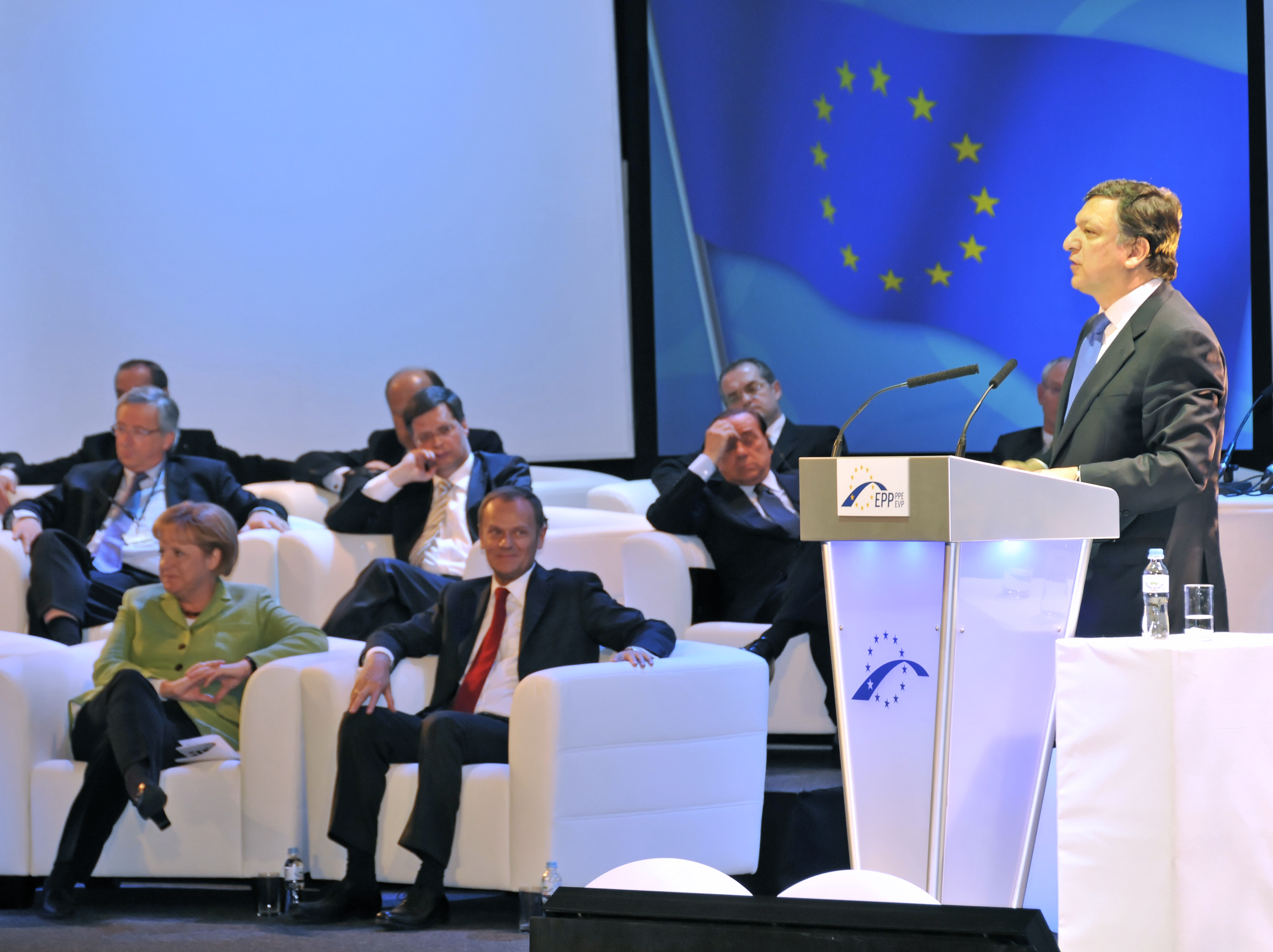
Съезд «Европейской народной партии» в Варшаве. 29 апреля 2009

### Председатели партии
| Фото                                                                                 | Председатель партии | Период       | Партия                                 | Страна     |
| ------------------------------------------------------------------------------------ | ------------------- | ------------ | -------------------------------------- | ---------- |
| Bundesarchiv B 145 Bild-F050938-0028, Bonn, Tagung CDU-Bundesausschuss, Tindemans    | Лео Тиндеманс       | 1976—1985    | Христианская народная партия           | Бельгия    |
| Piet Bukman 1980 (1)                                                                 | Питер Букман        | 1985—1987    | Христианско-демократический призыв     | Нидерланды |
| Jacques Santer                                                                       | Жак Сантер          | 1987—1990    | Христианско-социальная народная партия | Люксембург |
| Wilfried Martens                                                                     | Вильфрид Мартенс    | 1990—2013    | Христианские демократы и фламандцы     | Бельгия    |
| Joseph Daul par Claude Truong-Ngoc octobre 2013                                      | Жозеф Доль          | 2013—2019    | Республиканцы                          | Франция    |
| EPP Summit, 24 March 2022, Brussels (51957155847) (cropped)                          | Дональд Туск        | 2019—2022    | Гражданская платформа                  | Польша     |
| (Manfred Weber) Brexit debate — Manfred Weber (EPP, Germany) (48753411591) (cropped) | Манфред Вебер       | 2022— н. вр. | Христианско-социальный союз            | Германия   |

### Президиум
Действующий председатель партии Манфред Вебер, лидер фракции ЕНП в Европейском парламенте был избран 2 мая 2022 года на конгрессе партии в Роттердаме.
На конгрессе также были выбраны вице-президентами ЕНП:
- Мария Габриэль,  Болгария, партия ГЕРБ;
- Эстер де Ланге,  Нидерланды, партия Христианско-демократический призыв;
- Йоханнес Хан,  Австрия, Австрийская народная партия;
- Зигфрид Мурешан,  Румыния, Демократическая либеральная партия;
- Дубравка Шуица[хорв.],  Хорватия, партия Хорватское демократическое содружество;
- Петтери Орпо,  Финляндия, партия Национальная коалиция;
- Давид Макаллистер,  Германия, партия Христианско-демократический союз;
- Анджей Халицкий,  Польша, партия Гражданская платформа;
- Антонио Таяни,  Италия, партия Вперёд, Италия;
- Эстебан Гонсалес Понс,  Испания Народная партия;
- Паулу Рангел,  Португалия, Социал-демократическая партия — казначей ЕНП.

Кроме того вице-президентами ЕНП автоматически являются:
- Генеральный секретарь ЕНП Танасис Баколас,  Греция, партия Новая демократия;
- Президент Европейской комиссии Урсула фон дер Ляйен,  Германия, партия Христианско-демократический союз;
- Председатель Европейского парламента Роберта Метсола,  Мальта, Националистическая партия;
- Почётный председатель ЕНП Саули Ниинистё,  Финляндия, партия Национальная коалиция.

### Генеральные секретари
Текущими делами Европейской народной партии занимается генеральный секретарь. Эту должность в настоящее время занимает Танасис Баколас (партия Новая демократия, Греция).
| Период       | Генеральный секретарь      | Страна   |
| ------------ | -------------------------- | -------- |
| 1976—1983    | Жан Cетленже               | Франция  |
| 1983—1994    | Томас Янсен                | Германия |
| 1994—1999    | Клаус Велле                | Германия |
| 1999—2002    | Алехандро Агаг             | Испания  |
| 2002—2022    | Антонио Лопес-Истурис Уайт | Испания  |
| 2022— н. вр. | Танасис Баколас            | Греция   |

### Политическая ассамблея ЕНП
Политическая ассамблея определяет политические позиции ЕНП между конгрессами и принимает решения по заявкам на членство, политическим ориентирам и бюджету. Политическая ассамблея состоит из назначенных делегатов от партий-членов ЕНП, ассоциированных партий, ассоциаций-членов и других аффилированных групп. Политическая ассамблея собирается не менее трех раз в год.

### Конгресс
Конгресс является высшим органом ЕНП, принимающим решения. В его состав входят делегаты от партий-членов, ассоциаций ЕНП, депутатов Европарламента от группы ЕНП, председательства ЕНП, национальных глав партий и правительств и еврокомиссаров, принадлежащих к партии-члену, причем количество делегатов рассчитывается в соответствии с представительством ЕНП в Европарламенте, а отдельные делегаты избираются партиями-членами в соответствии с правилами партий-членов. Согласно уставу ЕНП, конгресс должен собираться один раз в три года, но он также собирается обычно в годы выборов в Европарламент (каждые пять лет). Могут созываться внеочередные конгрессы. Конгресс избирает президента ЕНП каждые три года, принимает решения по основным политическим документам и предвыборным программам и предоставляет платформу для глав правительств и партийных лидеров ЕНП.

### Объединения
В ЕНП (в соответствии со статьёй 17 устава ЕНП) существуют союзы для конкретных слоев населения:
| Основание | Союз                                                         |
| --------- | ------------------------------------------------------------ |
| 1961      | Европейский союз демократических студентов (EDS)             |
| 1976      | Европейский союз христианско-демократических рабочих (EUCDW) |
|           | Союз европейских женщин (EPP Women)                          |
| 1995      | Европейский союз пенсионеров (ESU)                           |
| 1996      | Европейский союз малого и среднего бизнеса (SME Europe)      |
| 1997      | Молодёжь Европейской народной партии (YEPP)                  |

### Центр Европейских исследований
После того как правила Евросоюза по поводу регулирования европейских партий были изменены, стало возможным создавать Европейские фонды, которые напрямую связаны с партиями. В том же году ЕНП основала официальный аналитический центр, Центр европейских исследований (CES). CES включает в себя членов различных национальных аналитических центров и фондов. Для партий-членов ЕНП наиболее близкими организациями являются Фонд имени Конрада Аденауэра (ХДС, ФРГ), фонд имени Ханнса Зайделя (ХСС, ФРГ), Фонд аналитики и социальных исследований (НП, Испания), Институт демократии имени Константиноса Карманлиса (НД, Греция), фонд Ярла Хьялмарсона (Умеренная коалиционная партия, Швеция), Политическая академия Австрийской народной партии и другие.

## Партии-члены
Австрия
- Австрийская народная партия (Österreichische Volkspartei)

 Бельгия
- Христианские демократы и фламандцы (Christen-Democratisch en Vlaams)
- Гуманистический демократический центр (Centre démocrate humaniste)

 Болгария
- Граждане за европейское развитие Болгарии (Граждани за европейско развитие на България)
- Демократы за сильную Болгарию (Демократи за силна България)
- Союз демократических сил (Съюз на демократичните сили)
- Болгария для граждан (Движение «България на гражданите»)

 Венгрия
- Христианско-демократическая народная партия (Kereszténydemokrata Néppárt)

 Германия
- Христианско-демократический союз (Christlich Demokratische Union Deutschlands)
- Христианско-социальный союз (Christlich-Soziale Union in Bayern)

 Греция
- Новая демократия (Νέα Δημοκρατία)

 Дания
- Консервативная народная партия (Det Konservative Folkeparti)
- Христианские демократы[англ.] (Kristendemokraterne)

 Ирландия
- Фине Гэл (Fine Gael)

 Испания
- Народная партия (Partido Popular)

 Италия
- Вперёд, Италия (Forza Italia)
- Народная альтернатива[англ.] (Alternativa Popolare)
- Народная партия Южного Тироля[англ.] (Südtiroler Volkspartei)
- Пополяры за Италию (Popolari per l’Italia)
- Союз Центра (Unione di Centro)
- Трентино-Тирольская автономная партия[англ.] (Partito Autonomista Trentino Tirolese)

 Кипр
- Демократическое объединение (Δημοκρατικός Συναγερμός)

 Латвия
- Единство (Vienotība)

 Литва
- Союз Отечества — Литовские христианские демократы (Tėvynės sąjunga — Lietuvos krikščionys demokratai)

 Люксембург
- Христианско-социальная народная партия (Chrëschtlech Sozial Vollekspartei)

 Мальта
- Националистическая партия (Partit Nazzjonalista)

 Нидерланды
- Христианско-демократический призыв (Christen-Democratisch Appèl)

 Польша
- Гражданская платформа (Platforma Obywatelska)
- Польская крестьянская партия (Polskie Stronnictwo Ludowe)

 Португалия
- Социал-демократическая партия (Partido Social Democrata)
- Социально-демократический центр — Народная партия (Centro Democrático e Social — Partido Popular)

 Румыния
- Христианско-демократическая национал-цэрэнистская партия (Partidul Național Țărănesc Creștin Democrat, до 2017 года)
- Демократический союз венгров Румынии (Romániai Magyar Demokrata Szövetség)
- Национальная либеральная партия (Partidul Național Liberal)
- Партия Народного движения (Partidul Mișcarea Populară)

 Словакия
- Альянс[англ.] (Szövetség)
- Вместе — Гражданская демократия[англ.] (SPOLU — občianska demokracia)
- Христианско-демократическое движение (Kresťanskodemokratické hnutie)

 Словения
- Новая Словения — Христианские демократы (Nova Slovenija — Krščanski demokrati)
- Словенская демократическая партия (Slovenska demokratska stranka)
- Словенская народная партия (Slovenska ljudska stranka)

 Финляндия
- Национальная коалиция (Kansallinen Kokoomus Samlingspartiet)
- Христианские демократы (Kristillisdemokraatit)

 Франция
- Республиканцы (Les Républicains)

 Хорватия
- Хорватское демократическое содружество (Hrvatska Demokratska Zajednica)

 Чехия
- Христианско-демократический союз — Чехословацкая народная партия (Křesťanská a demokratická unie — Československá strana lidová)
- ТОП 09 (Tradice Odpovědnost Prosperita 09)

 Швеция
- Умеренная коалиционная партия (Moderata samlingspartiet)
- Христианские демократы (Kristdemokraterna)

 Эстония
- Отечество (Isamaa)

## Ассоциированные члены
Албания
- Демократическая партия (Partia Demokratike e Shqipërisë)

 Норвегия
- Консервативная партия (Høyre)

 Северная Македония
- ВМРО-ДПМНЕ (Внатрешна Македонска Револуционерна Организација — Демократска Партија за Македонско Национално Единство)

 Сербия
- Альянс воеводинских венгров (Vajdasági Magyar Szövetség)
- Сербская прогрессивная партия (Српска напредна странка)

 Швейцария
- Центр (Le Centre)

 Украина
- Европейская солидарность (Європейська солідарність)

## Наблюдатели
Армения
- Республиканская партия (Հայաստանի Հանրապետական կուսակցություն)
- Страна закона (Օրինաց Երկիր)
- Наследие (Ժառանգություն)

 Белоруссия
- Белорусская христианская демократия (Беларуская Хрысціянская Дэмакратыя)
- За свободу (За Свабоду)
- Объединённая гражданская партия (Аб’яднаная грамадзянская партыя)

 Босния и Герцеговина
- Партия демократического действия (Stranka Demokratske Akcije)
- Партия демократического прогресса (Партија демократског прогреса)
- Хорватский демократический союз 1990[англ.] (Hrvatska demokratska zajednica 1990)
- Хорватское демократическое содружество Боснии и Герцеговины (Hrvatska demokratska zajednica Bosne i Hercegovine)

 Грузия
- Европейская Грузия — движение за свободу (ევროპული საქართველო — მოძრაობა თავისუფლებისთვი)
- Единое национальное движение (ერთიანი ნაციონალური მოძრაობა)

 Косово
- Демократическая лига Косова (Lidhja Demokratike e Kosovës)

 Молдова
- Либерал-демократическая партия (Partidul Liberal Democrat din Moldova)
- Партия «Действие и солидарность» (Partidul «Acțiune și Solidaritate»)
- Платформа «Достоинство и правда» (Platforma Demnitate și Adevăr)

 Норвегия
- Христианская народная партия (Kristelig Folkeparti)

 Сан-Марино
- Христианско-демократическая партия (Partito Democratico Cristiano Sammarinese)

 Украина
- Батькивщина (Батьківщина)
- Демократический альянс (Демократичний альянс)
- Самопомощь (Самопоміч)
- УДАР (УДАР (Український Демократичний Альянс за Реформи) Віталія Кличка)

 Черногория
- Партия босняков[англ.] (Bošnjačka stranka)
- Демократическая Черногория (Demokratska Crna Gora)